# PF-89
PF-89（中国語: 89式火箭筒）は、1990年代に中国が69式ロケットランチャー（RPG-7）の後継として開発した新世代の対戦車ロケット擲弾発射器である。

## 概要
PF-89は、グラスファイバー製の発射器の内部に1発の弾薬が密封状態で装填されており、使用後はロケット弾の再装填は行わず、発射器は廃棄する使い捨ての対戦車兵器である。
PF-89には光学照準器が装備されているが、その性能は夜光機能やレーザー測距機能を持たない原始的なものであるため、夜間戦闘においては不利である。その代わり、必要最低限度の訓練で使いこなすことが可能となっている。しかし、発射時には右肩に担いで発射するようにのみ設計されており、左肩に構えた場合には光学照準器が使えないという弱点がある。
使い捨て化の結果、PF-89の重量は69式ロケットランチャーの半分近くにまで軽量化されたため、歩兵分隊の小銃手に配布することが可能となっており、中国人民解放軍の歩兵分隊の火力を大幅に向上させることが期待されている。